# مجموعة أكوا
 مجموعة أكوا أو أكوا القابضة (المعروفة سابقا باسم مجموعة أفريقيا) هي شركة قابضة مغربية يوجد مقرها الرئيسي في الدار البيضاء، برقم معاملات بلغ 26 مليار درهم سنة 2018 التالية (الحصص السوقية هي حسب أرقام 2018): وتنشط المجموعة في مجموعة من المجالات منها استيراد وتوزيع الوقود وزيوت التشحيم: تمثل المجموعة 39% من حصة سوق الوقود و20% من حصة سوق زيوت التشحيم. وفي استيراد وتوزيع غاز البوتان (45% من حصة السوق) والغاز النفطي المسال (62%). وفي المواد المسيلة: الأوكسجين الطبي وتسييل الغازات ذات الاستعمال الصناعي أو الطبي، وفي العقار السكني والمهني والسياحي، وفي الإعلام، وفي اللوجستية: حيث تسيطر المجموعة على 60% من بنيات تخزين المحروقات في المغرب.
أشهر نشاط للمجموعة هو في مجالات إنتاج وتوزيع المحروقات (الوقود والغاز)، وتعمل محطات الخدمات التابعة للمجموعة تحت لواء العلامة التجارية أفريقيا ويبلغ عددها أكثر من 500 محطة مشكلة بذلك أكبر شبكة توزيع محروقات في المغرب.
شهدت المجموعة، منذ 1999، تطوراً كبيراً بقيادة عزيز أخنوش والأخوين واكريم من خلال تنويع أنشطتها الإقتصادية في مجالات جديدة لتطال وسائل الإعلام المطبوعة، وخدمات الإتصالات السلكية واللاسلكية، والسياحة والفنادق والقطاعات العقارية.
تساهم مجموعة أكوا القابضة في حوالي سبعين شركة تملك عشرين علامة تجارية. الشركة مهيكلة حول خمسة أقطاب رئيسية: الوقود وزيوت التشحيم، الغاز، الغازات المسيلة، التنمية والعقار.

## تاريخ
مؤسس المجموعة هو هو أحمد أولحاج أخنوش، والد عزيز أخنوش، والذي انطلق مساره في الأعمال سنة 1932 بالدار البيضاء حيث كان يبيع الوقود بالتقسيط. تطورت أعمال أحمد أخنوش بسرعة واكتسب خبرة في مجال المحروقات مكنته من تأسيس الشركة المغربية لتوزيع المحروقات أفريقيا (SMDC Afriquia)، بشراكة مع قريبه أحمد واكريم. تعتبر بذلك أفريقيا إس إم دي سي البداية الفعلية للمجموعة الاقتصادية. استمرت المجموعة في التطور داخل إطار البنية العائلية الأولى واقتصرت المناصب التسييرية على آل أخنوش وآل واكريم.
- 1959: إنشاء شركة أفريقيا إس إم دي سي (Afriquia SMDC).[3]
- 1972: توقيع عقد شراكة مع شركة المحروقات الفرنسية إلف أكيتان تقوم بموجبه الأخيرة بنقل تكنولوجيتها لصناعة زيوت التشحيم للمجموعة.[3]
- 1977: إنشاء مغرب أوكسجين.
- بين 1980 و1993: هيكلة المجموعة وإنشاء أكوا القابضة.[3]
- 1999: ولوج المجموعة مجال الاتصالات.[3]
- 1999: شراء المجموعة الصحفية كاراكتير (Caractères) الناشرة لجريدة الحياة الاقتصادية (La Vie Eco) ومجلات منازل المغرب (Maisons du Maroc) ونساء من المغرب (Femmes du Maroc) بنسختيها الفرنسية والعربية.[3]
- 1999: إطلاق سلسلة محطات الوقود «قرى أفريقيا» و مراكز سبيدي (Speedy) بالمغرب.[3]
- 2002: تغيير تسمية مجموعة أفريقيا إلى مجموعة أكوا.[3]
- 2005: أفريقيا إس إم دي سي تشتري شركة سوميبي للمحروقات، إحدى أهم منافساتها في قطاع توزيع المحروقات.[3]
- 2005: أفريقيا غاز تشتري شركة تيسير بريما غاز فرع الشركة القرنسية الهولندية CGP.[3]
- 2006: توقيع عقد بين أفريقيا إس إم دي سي وشيفرون تيكساكو يقضي بتجميع نشاطيهما المرتبط بزيوت التشحيم في المغرب.[3]
- 2007: بداية نشاط المجموعة في العقار (السكن، العقار المهني والسياحي).[3]
- 2008: التجمع المكون من مجموعة أكوا والشركتين الدنماركية ميرسك والهولندية إي بي إم ترمينالز يفوز بطلب عروض استغلال الرصيف الثالث لميناء طنجة المتوسط لمدة 30 سنة.[3]
- 2018: محطات أفريقيا كانت ضمن العلامات والشركات التي شملتها حملة مقاطعة واسعة والمتهمة بإنشاء بنية احتكارية لمنتجاتها.[5]

## الشركات التابعة
| الشركة              | الاختصار      | النشاط                                          | أهم العلامات | المساهمون | المسيرون                                 |
| ------------------- | ------------- | ----------------------------------------------- | --- | --- | ---------------------------------------- |
| أفريقيا إس إم دي سي | Afriquia SMDC | الوقود وزيوت التشحيم                            | - محطات التوزيع أفريقيا - بطاقات الائتمان والنقديات - سبيدي (Speedy)، رابيد أوطو (Rapid’auto) - وازيس كافي - ميني إبراهيم | أكوا القابضة: على الأقل 70% قابضة فيبار: 3.3%                                                                                        | - سعيد البغدادي (م.ع)                    |
| أفريقيا غاز         | AFRIQUIA GAZ  | استيراد وتوزيع غاز البوتان والغاز النفطي المسال | - أفريقيا غاز. - تيسير غاز - كامبينغ غاز                                                                                  | - أفريقيا إس إم دي سي: 38% - أكوا القابضة: 30% - رائج في البورصة: 21.9% - الملكية الوطنية للتأمين: 5.2% - أجيال (صندوق استثماري): 5% | - علي واكريم (ر.م.ع) - توفيق حموني (م.ع) |

## وصلات خارجية
- الموقع الرسمي